# Афонин, Иван Михайлович
Ива́н Миха́йлович Афо́нин (20 апреля 1904 года, деревня Крешнево, Тверская губерния — 16 января 1979 года, Москва) — советский военный деятель, Гвардии генерал-лейтенант (29 мая 1945 год). Герой Советского Союза (28 апреля 1945 года). 19 августа 1945 года, в ходе советско-японской войны, пленил императора Маньчжоу-Го Пу И.

## Начальная биография
Иван Михайлович Афонин родился 20 апреля 1904 года в деревне Крешнево  Весьегонского уезда Тверской губернии, ныне Весьегонского района Тверской области, в семье русского крестьянина.
В 1920-е годы стал председателем Барановского сельсовета и членом Весьегонского волостного исполкома. 

## Военная служба

### Довоенное время
В ноябре 1926 года был призван в ряды РККА и направлен красноармейцем в 26-й артиллерийский дивизион (2-я артиллерийская дивизия), а в октябре 1927 года был направлен на учёбу в Борисоглебскую кавалерийскую школу.
В 1928 году вступил в ряды ВКП(б).
После окончания школы в 1929 году был направлен в 51-й кавалерийский полк (Украинский военный округ), где был назначен на должность командира кавалерийского взвода, а затем — на должность командира взвода полковой школы.
После окончания курсов переподготовки начсостава при Объединённой военной школе имени ВЦИК в Москве с октября 1932 года временно исполнял должность начальника 6-го отделения штаба 9-й кавалерийской дивизии (Украинский военный округ), а затем был назначен на должность помощника командира отдельного кавалерийского эскадрона 51-й стрелковой дивизии.
В апреле 1933 года был направлен на учёбу в Военной академии имени М. В. Фрунзе, после окончания которой с октября 1936 года временно исполнял должность начальника оперативного отдела штаба 1-й армейской группы, находясь на которой, с июля по сентябрь 1939 года, принимал участие в боевых действиях на Халхин-Голе.
С декабря 1939 года Афонин исполнял должность помощника начальника и временно исполнял должность начальника специальной группы для особых поручений при командующем войсками Одесского военного округа, в сентябре 1940 года был назначен на должность старшего помощника инспектора пехоты штаба этого же округа, в феврале 1941 года — на должность старшего адъютанта начальника Генерального штаба РККА, а в марте того же года — на должность командира 469-го стрелкового полка (150-я стрелковая дивизия, Одесский военный округ).

### Великая Отечественная война
С началом войны Афонин находился на прежней должности. Полк под его командованием принимал участие в ходе приграничного сражения на Южном фронте.
С 9 сентября 1941 года Афонин исполнял должность командира 333-й стрелковой дивизии в составе Северо-Кавказского военного округа. С января 1942 года дивизия в составе 9-й армии Южного фронта принимала участие в боевых действиях в районе города Изюм.
В апреле был назначен на должность начальника штаба 5-го кавалерийского корпуса, который вскоре принимал участие в ходе Донбасской оборонительной операции. 22 июня Афонин в бою на Северском Донце был ранен, после чего был направлен на лечение в военный госпиталь города Камышин, где в теле Афонина было обнаружено четыре осколка.
После излечения в августе был назначен на должность командира 300-й стрелковой дивизии в составе Южно-Уральского военного округа, которая в октябре была включена в состав 5-й ударной, а затем 2-й гвардейской армий Сталинградского фронта, после чего принимала участие в ходе Сталинградской битвы.
С февраля 1943 года Афонин состоял в распоряжении Маршала Советского Союза Г. К. Жукова для особо важных оперативных поручений, после чего выезжал в районы демянского выступа и Белгорода.
17 апреля 1943 года был назначен на должность командира 18-го гвардейского стрелкового корпуса, который вскоре принимал участие в ходе Курской битвы и освобождении Левобережной Украины, а затем в Киевских оборонительной и наступательной операциях. В 1944 году корпус под командованием генерал-майора Афонина принимал участие в Житомирско-Бердичевской, Ровно-Луцкой, Проскуровско-Черновицкой, Львовско-Сандомирской, Восточно-Карпатской, Карпатско-Ужгородской и Будапештской наступательных операций, а также при освобождении городов Шепетовка, Изяслав, Монастыриска, Тлумач, Станислав и Будапешт.
12 апреля 1944 года Афонин собственноручно расстрелял начальника разведки 237-й стрелковой дивизии майора Андреева. По этому поводу начальник Главного управления кадров Красной Армии генерал-полковник Ф. И. Голиков писал секретарю ЦК ВКП(б) Г. М. Маленкову 30 апреля 1944 года:
Маршал Советского Союза тов. Жуков (шифровкой № 117396 от 28 апреля с. г.) донес на имя Народного комиссара обороны Маршала Советского Союза тов. Сталина о собственноручном расстреле командиром 18 стрелкового корпуса генерал-майором начальника разведывательного отдела 237 стрелковой дивизии майора Андреева. 
Представляю Вам по этому вопросу копию моего доклада на имя тов. Сталина.
Сталину же Голиков сообщал днём раньше, 29 апреля:
Маршал Жуков Вам донес о собственноручном расстреле командиром 18 стрелкового корпуса генерал-майором Афониным начальника Разведывательного отдела 237 стрелковой дивизии майора Андреева (корпус Афонина входил в 1-й Украинский фронт, которым командовал Жуков). 

Несмотря на то, что этот самочинный расстрел был совершен 12 апреля с. г., донесение было сделано только 28 апреля, то есть через 16 суток.
Вопреки ходатайства маршала Жукова — не предавать Афонина суду Военного трибунала, а ограничиться мерами общественного и партийного воздействия, я очень прошу Вас предать Афонина суду. 

Если, вопреки всем уставам, приказам Верховного Главнокомандования и принципам Красной Армии, генерал Афонин считает для себя допустимым ударить советского офицера, то едва ли он вправе рассчитывать на то, что каждый офицер Красной Армии (а тем более боевой) может остаться после такого физического и морального оскорбления и потрясения в рамках дисциплины, столь безобразно и легко нарушенной самим генералом.
К тому же после убийства Андреева, едва ли можно принять на веру ссылку генерала Афонина на то, что Андреев пытался нанести повторный удар и вел себя дерзко. Что же касается положительных качеств генерала Афонина, из-за которых маршал Жуков просит последнего не судить, то генерал-полковник Черняховский дал мне на днях на Афонина следующую характеристику (устно): легковесный, высокомерный барин, нетерпимый в обращении с людьми; артиллерии не знает и взаимодействия на поле боя организовать не может; не учится; хвастун, человек трескучей фразы.
Тов. Черняховский (командующий 60-й армией, в которую входил корпус Афонина) (по его словам) все это высказывал об Афонине лично маршалу Жукову. 

У маршала Жукова Афонин работал порученцем в начале 1943 года и в штабе группы на Халхин-Голе.
Во время штурма Будапешта 11 января 1945 года был временно назначен командующим войсками оперативной группы генерала Афонина в составе своего 18-го гвардейского, а также 30-го стрелкового и 7-го румынского армейского корпусов с частями усиления), выполнявшей задачу по штурме левобережной части Будапешта — Пешта.
С 24 января 1945 года Афонин находился на излечении в госпитале после тяжёлого ранения (после близкого разрыва снаряда в теле оказалось свыше 20 осколков) с контузией, полученного им в передовых порядках войск при штурме Будапешта. После выздоровления с апреля того же года командовал этим же корпусом, который принимал участие в Братиславско-Брновской и Пражской наступательных операций.
Указом Президиума Верховного Совета СССР от 28 апреля 1945 года за образцовое командование стрелковым корпусом в боях против немецко-фашистских захватчиков и проявленные при этом личное мужество и героизм гвардии генерал-майору Ивану Михайловичу Афонину присвоено звание Героя Советского Союза с вручением ордена Ленина и медали «Золотая Звезда».
В день парада Победы на Красной площади генерал-лейтенант Афонин командовал сводным полком 2-го Украинского фронта.
В июле 1945 года корпус был передислоцирован на Дальний Восток, где вскоре принял участие в советско-японской войне в ходе Хингано-Мукденской наступательной операции. 19 августа 1945 года генерал Иван Михайлович Афонин с батальоном автоматчиков на самолётах до подхода к городу соединений Забайкальского фронта неожиданно для противника приземлился на аэродроме Мукдена, где пленил императора Пу И вместе с его свитой, а также обеспечил успешное вхождение войск Р. Я. Малиновского в Мукден. За участие в операции корпус был награждён орденом Красного Знамени.

### Послевоенная карьера

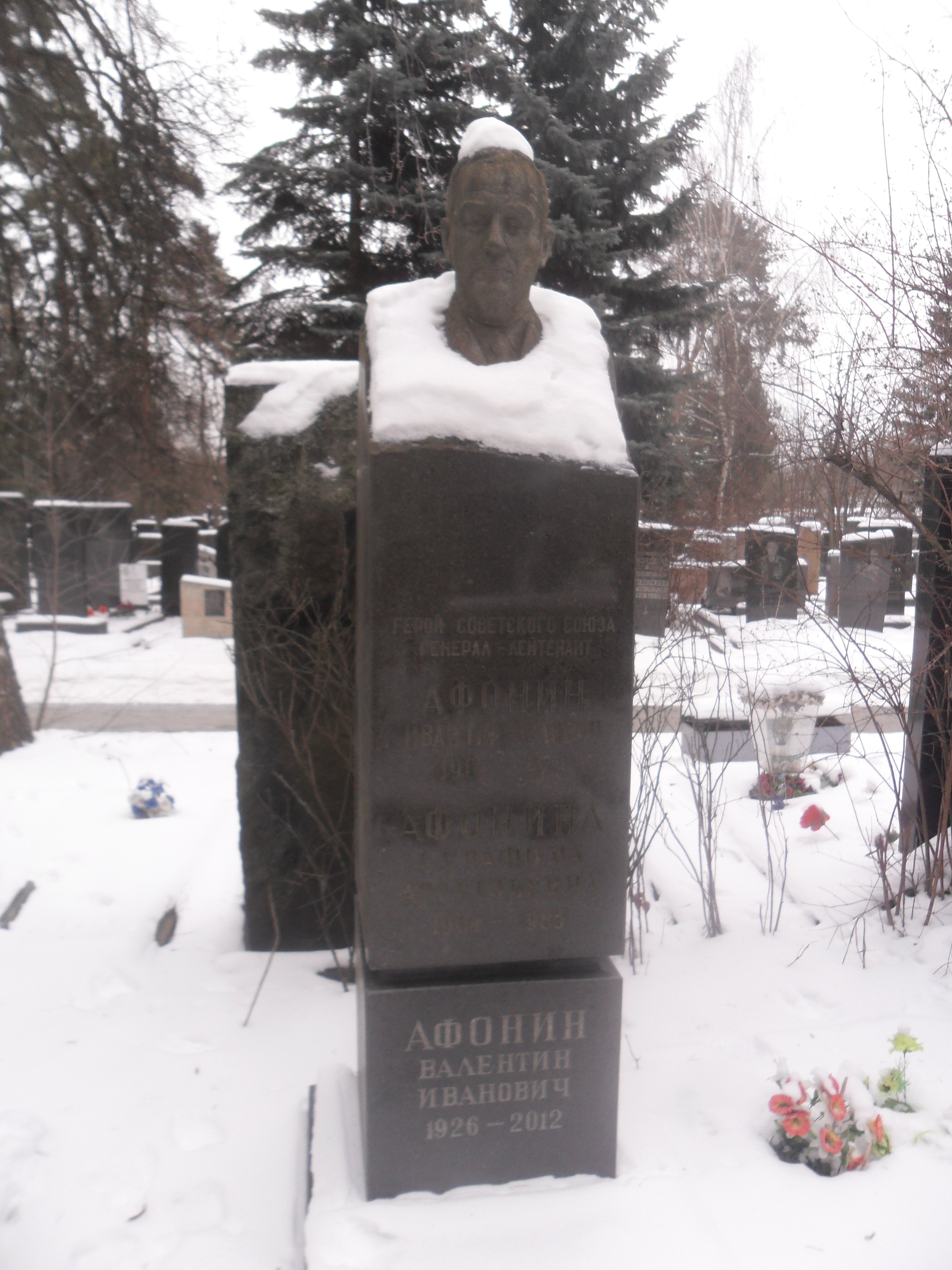
Могила Афонина на Кунцевском кладбище.

После окончания войны генерал-лейтенант Иван Михайлович Афонин находился на прежней должности.
В мае 1946 года был направлен на учёбу в Высшую военную академию имени К. Е. Ворошилова, после окончания которой с отличием в марте 1948 года был назначен на должность начальника оперативного управления — заместителя начальника штаба Белорусского военного округа, в мае 1949 года — на должность помощника командующего 1-й Отдельной Краснознамённой армией (Дальневосточный военный округ), в сентябре 1951 года — на должность командира 123-го стрелкового корпуса (Приволжский военный округ), в июне 1954 года — на должность первого заместителя командующего войсками Западно-Сибирского военного округа, а в ноябре 1956 года — на должность командующего 14-й армией (Одесский военный округ). В мае 1960 года Афонин был освобождён от занимаемой должности, после чего был направлен на преподавательскую работу в Высшую военную академию имени К. Е. Ворошилова, где был назначен на должность заместителя начальника, а затем — на должность старшего преподавателя кафедры тактики высших соединений.
Генерал-лейтенант Иван Михайлович Афонин в июне 1968 года вышел в отставку. Умер 16 января 1979 года в Москве. Похоронен на Кунцевском кладбище (участок 9-3).

## Награды
- Медаль «Золотая Звезда» (28.04.1945);
- Два ордена Ленина (28.04.1945, 13.06.1952);
- Четыре ордена Красного Знамени (29.09.1939, 27.08.1943, 8.09.1945, 5.11.1946);
- Два ордена Суворова 2 степени (31.03.1943, 17.10.1943);
- Орден Богдана Хмельницкого 2 степени (10.01.1944);
- Орден Красной Звезды;
- Медали;
- Иностранные награды:
  - Орден Красного Знамени (МНР, 10.10.1939);
  - Иностранные медали.

Почётные звания:
- Почётный гражданин города Ужгород.